# Теорија скупова континуума
Теорија скупова континуума од Канторових ( ) времена па до 1940-их бавила се углавном реалним бројевима {\displaystyle \mathbb {R} } тј. континуумом. Главни предмет истраживања теорије скупова континуума су била својства регуларности  као и друга структурна својства скупова реалних бројева дефинабилних на {\displaystyle \mathbb {R} }. Примери својства регуларности су Лебегова (фр. Henri Léon Lebesgue) мерљивост, Берово (фр. René-Louis Baire) својство и својство савршеног скупа. Овај главни предмет се често зове и дескриптивна теорија скупова.
Да би се могао у потпуности разумети овај чланак, потребно је прво прочитати чланке Основе теорије скупова и Теорија скупова.

## Дескриптивна теорија скупова
Дескриптивна теорија скупова проучава својства и структуре дефинабилних подскупова у {\displaystyle \mathbb {R} ^{n}} и у другим пољским просторима, тј. оним који су сепарабилни, метрички и комплетни. Као пример пољских простора поменућемо Беров простор свих функција {\displaystyle f:\mathbb {N} \rightarrow \mathbb {N} }, простор комплексних бројева, Хилбертов ( ) простор и сепарабилне Банахове (пољ. Stefan Banach) просторе. Најпростији пример скупа реалних бројева су основни отворени скупови реалних бројева тј. отворени интервали са рационалним границама, те њихови комплементи. Ако се узму основни отворени скупови па се на њих примене операције комплементирања пребројиво много пута и формира се пребројива унија тако добијених скупова, добијају се Борелови (фр. Émile Borel) скупови. Сви Борелови скупови поседују сва својства регуларности. Скуп реалних бројева је мерљив по Лебегу ако се разликује од неког Бореловог скупа за празан скуп. Ово значи да се скуп мерљив по Лебегу може прекрити отвореним интервалима произвољно мале дужине. Тиме су сви Борелови скупови мерљиви по Лебегу.
Аналитички скупови, у ознаци {\displaystyle \sideset {}{_{1}^{1}}\sum }, дефинишу се као непрекидне слике Борелових скупова; коаналитички скупови или {\displaystyle \sideset {}{_{1}^{1}}\prod } скупови су комплементи аналитичких скупова. Пројективни скупови се добијају пројекцијом ({\displaystyle \mathbb {R} \times \mathbb {N} } на {\displaystyle \mathbb {R} }) и комплементирањем аналитичких скупова. Пројективни скупови формирају хијерархију растуће комплексности. На пример, ако је {\displaystyle A\subseteq \mathbb {R} \times \mathbb {N} } коаналитички скуп, онда је пројекција {\displaystyle \{x\in \mathbb {R} :\exists y\in \mathbb {N} ((x,y)\in A)\}} пројективни скуп у следећем нивоу комплексности изнад коаналитичких скупова. Ови скупови се зову {\displaystyle \sideset {}{_{2}^{1}}\sum }, а њихови комплементи {\displaystyle \sideset {}{_{2}^{1}}\prod }.
Из изложеног се да закључити да је скуп {\displaystyle A} реалних бројева пројективан ако и само ако је дефинабилан у следећој структури:
{\displaystyle \mathbb {R} =(\mathbb {R} ,+,\cdot ,\mathbb {Z} )}
Другим речима, у језику за ову структуру постоји формула првог реда {\displaystyle \phi (x,y_{1},\dots ,y_{n})} таква да је за неко {\displaystyle r_{1},\dots ,r_{n}\in \mathbb {R} }:
{\displaystyle A=\{x\in \mathbb {R} :\mathbb {R} \models \phi (x,r_{1},\dots ,r_{n})\}}
За неки скуп реалних бројева каже се да има Берово својство ако се разликује од отвореног скупа за неки скуп који је пребројива унија скупова који није густ ни у једном интервалу. Скуп реалних бројева има својство савршености ако је пребројив или ако садржи савршен скуп, тј. затворен скуп који нема изолираних тачака.
Помоћу ЦФИ је могуће показати да је сваки (ко)аналитички скуп мерљив по Лебегу и да има Берово својство, а да сваки аналитички скуп има својство савршености. У ЦФИ се не може показати да сваки коаналитички скуп има својство савршености.
Теорија пројективних скупова чија је комплексност већа од комплексности коаналитичког скупа је потпуно ЦФИ неодређена. На пример, у {\displaystyle L} постоји {\displaystyle \sideset {}{_{2}^{1}}\sum } скуп који није мерљив по Лебегу и нема Берово својство, а ако Мартинова (енгл. Donald A. Martin) аксиома важи — онда такав скуп има својства регуларности.

## Детерминација
Својство регуларности скупа које у себе укључује сва друга класична својства регуларности се зове својство детерминације. Ово својство се може објаснити помоћу Беровог простора {\displaystyle {\mathcal {N}}}. Елементи простора {\displaystyle {\mathcal {N}}} су функције {\displaystyle f:\mathbb {N} \rightarrow \mathbb {N} } односно низови природних бројева дужине {\displaystyle \omega }. Простор {\displaystyle {\mathcal {N}}} је тополошки еквивалент простора ирационалних тачака у {\displaystyle \mathbb {R} }. Пошто је скуп рационалних бројева као подскуп скупа реалних бројева {\displaystyle \mathbb {R} } пребројив а интересује нас само својство регуларности, уместо {\displaystyle \mathbb {R} } се ради са {\displaystyle {\mathcal {N}}} пошто је скуп рационалних бројева занемарљив што се тиче својства регуларности.
Практичан пример својства детерминације: Нека је {\displaystyle A\subseteq {\mathcal {N}}}. Игра {\displaystyle {\mathcal {G}}_{A}} дефинисана на {\displaystyle A} има два играча ({\displaystyle I} и {\displaystyle II}), који наизменично играју {\displaystyle n_{i}\in \mathbb {N} }, тј. играч {\displaystyle I} игра {\displaystyle n_{0}}, затим {\displaystyle II} игра {\displaystyle n_{2}}, па {\displaystyle I} игра {\displaystyle n_{2}}… Тиме у кораку {\displaystyle 2k} играч {\displaystyle I} игра {\displaystyle n_{2k}}, а у кораку {\displaystyle 2k+1} играч {\displaystyle II} игра {\displaystyle n_{2k+1}}. После бесконачно много корака, ова два играча ће направити бесконачан низ {\displaystyle n_{0},n_{1},n_{2},\dots } природних бројева. Било који играч побеђује ако овај низ припадне {\displaystyle A} након неког корака његове игре.
Игра {\displaystyle {\mathcal {G}}_{A}} је детерминисана ако постоји победничка стратегија за једног од играча. Победничка стратегија за једног од играча је функција {\displaystyle \sigma } дефинисана на коначном скупу природних бројева у {\displaystyle \mathbb {N} }, таква да ако играч игра у сагласности са овом функцијом, односно ако игра {\displaystyle \sigma (n_{0},\dots ,n_{2k})} на {\displaystyle k}-том кораку, тај играч ће увек победити без обзира шта игра његов противник.
Каже се да је подскуп {\displaystyle A\subseteq {\mathcal {N}}} детерминисан ако и само ако је игра {\displaystyle {\mathcal {G}}_{A}} детерминисана. Користећи ЦФИ може се доказати да постоје недетерминисани скупови. Аксиома детерминације (АД) којим се тврди да су сви подскупови скупа {\displaystyle \mathbb {N} } детерминисани је несагласан са аксиомом избора. Мартин је доказао да је у ЦФ сваки Борелов скуп детерминисан. Аксиомом пројективне детерминације (ПД) тврди се да је сваки пројективни скуп детерминисан. Показало се да ПД имплицира да су сви пројективни скупови реалних бројева регуларни.

## Хипотеза континуума
Хипотезу континуума (ХК) формулисао је Кантор. Овом хипотезом се тврди да сваки бесконачни скуп реалних бројева има кардиналност {\displaystyle \aleph _{0}} или исту кардиналност као и {\displaystyle \mathbb {R} }, тј. {\displaystyle 2^{\aleph _{0}}=\aleph ^{1}}. Затворени скупови реалних бројева имају својство савршеног скупа, одакле следи да сваки непребројив затворен скуп реалних бројева има исту кардиналност као и {\displaystyle \mathbb {R} }. На тај начин ХК важи за затворене скупове. Александров (рус. Па́вел Серге́евич Алекса́ндров) проширио је ХК на Борелове скупове, а Суслин (рус. Михаил Яковлевич Су́слин) на све аналитичке скупове. ХК није проширена на коаналитичке скупове и не може се доказати за ове скупове у ЦФИ. Гедел је доказао да је ХК доследна (конзистентна са) ЦФ. Под претпоставком да је ЦФ доследан, може се конструисати неки ЦФИ модел који се зове конструктибилни универзум, у коме ХК важи. Да се доказати да ако је ЦФ доследан, онда су заједно доследни ЦФ, Аксиома избора (АИ) и ХК. Одавде следи да, ако се претпостави да је ЦФ доследан, онда се АИ не може оборити у ЦФ нити се може оборити ХК у ЦФИ.